# Ray Gange
Ray Gange est un acteur et scénariste britannique né en 1957.
Il est également le roadie du groupe de punk-rock The Clash.

## Filmographie
- 1980 : Rude Boy
- 1996 : Trainspotting